# Adidas International 2001
Adidas International 2001 — тенісний турнір, що проходив на відкритих кортах з твердим покриттям NSW Tennis Centre у Сіднеї (Австралія). Належав до серії International в рамках Туру ATP 2001, а також до серії Tier II в рамках Туру WTA 2001. Тривав з 7 до 14 січня 2001 року.

## Учасники

### Сіяні учасники
| Країна    | Гравець          | Рейтинг1 | Сіяний |
| --------- | ---------------- | -------- | ------ |
| Швеція    | Магнус Норман    | 4        | 1      |
| Австралія | Ллейтон Г'юїтт   | 7        | 2      |
| ПАР       | Вейн Феррейра    | 13       | 3      |
| Франція   | Седрік Пйолін    | 16       | 4      |
| Франція   | Арно Клеман      | 18       | 5      |
| Франція   | Себастьян Грожан | 19       | 6      |
| Німеччина | Томмі Гаас       | 23       | 7      |
| Марокко   | Юнес Ель-Айнауї  | 25       | 8      |

- Рейтинг подано станом на 1 січня 2001.

### Інші учасники
Нижче наведено учасників, які отримали вайлдкард на участь в основній сітці:
- Вейн Артурс
- Річард Фромберг
- Тодд Вудбрідж

Учасники, що потрапили до основної сітки як a special exempt в основній сітці:
- Богдан Уліграх

Нижче наведено гравців, які пробились в основну сітку через стадію кваліфікації:
- Жорж Бастл
- Скотт Дрейпер
- Крістоф Рохус
- Джефф Таранго

## Учасниці

### Сіяні учасниці
| Країна    | Гравчиня           | Рейтинг1 | Сіяна |
| --------- | ------------------ | -------- | ----- |
| Швейцарія | Мартіна Хінгіс     | 1        | 1     |
| США       | Ліндсі Девенпорт   | 2        | 2     |
| США       | Моніка Селеш       | 4        | 3     |
| Іспанія   | Кончіта Мартінес   | 5        | 4     |
| США       | Серена Вільямс     | 6        | 5     |
| Росія     | Анна Курнікова     | 9        | 6     |
| ПАР       | Аманда Кетцер      | 12       | 7     |
| США       | Дженніфер Капріаті | 14       | 8     |

- Рейтинг подано станом на 1 січня 2001.

### Інші учасниці
Нижче наведено учасниць, які отримали вайлдкард на участь в основній сітці:
- Еві Домінікович
- Алісія Молік
- Моніка Селеш

Нижче наведено гравчинь, які пробились в основну сітку через стадію кваліфікації:
- Надія Петрова
- Олена Бовіна
- Брі Ріппнер
- Тіна Писник

## Фінальна частина

### Одиночний розряд, чоловіки
Ллейтон Г'юїтт —  Магнус Норман 6–4, 6–1
- Для Г'юїтта це був 1-й титул за рік і 9-й - за кар'єру.

### Одиночний розряд, жінки
Мартіна Хінгіс —  Ліндсі Девенпорт 6–3, 4–6, 7–5
- Для Хінгіс це був 1-й титул за рік і 68-й — за кар'єру.

### Парний розряд, чоловіки
Деніел Нестор /  Сендон Столл —  Йонас Бйоркман /  Тодд Вудбрідж 2–6, 7–6(7–4), 7–6(7–5)
- Для Нестора це був 2-й титул за сезон і 18-й - за кар'єру. Для Столла це був 1-й титул за рік і 17-й - за кар'єру.

### Парний розряд, жінки
Анна Курнікова /  Барбара Шетт —  Ліза Реймонд /  Ренне Стаббс 6–2, 7–5
- Для Курнікової це був 1-й титул за рік і 13-й — за кар'єру. Для Шетт це був єдиний титул за сезон і 8-й — за кар'єру.